# Spuriusz Larcjusz
Spurius Larcius (Rufus lub Flavus) – Konsul rzymski w roku 506 p.n.e. i w 490 p.n.e. W 482 p.n.e. pełnił urząd interrexa. Był jednym z założycieli rodu Larcjuszy – starożytnego rodu rzymskiego pochodzenia etruskiego.